# Macrocondyla brachyglossa
Macrocondyla brachyglossa är en tvåvingeart som beskrevs av Hall 1976. Macrocondyla brachyglossa ingår i släktet Macrocondyla och familjen svävflugor. Inga underarter finns listade i Catalogue of Life.